# 1899 dans le catholicisme
Chronologie du catholicisme
- 1895
- 1896
- 1897
- 1898
- 1899
- 1900
- 1901
- 1902
- 1903

Cet article présente les faits marquants de l'année 1899 dans le catholicisme.

## Évènements
- 18 juin : Création de 13 cardinaux par Léon XIII
- 7 au 11 août : Congrès eucharistique international à Lourdes.
- 13 novembre : Saint Bède le Vénérable est proclamé Docteur de l'Église

## Naissances
- 7 janvier : Pietro Manghisi, prêtre et missionnaire italien assassiné en Birmanie († 15 février 1953)
- 22 janvier : René-Jean Hesbert, moine bénédictin français spécialiste du chant grégorien († 2 mars 1983)
- 11 février : Jean Wolff, prêtre français, personnalité des patronages († 1er avril 1983)
- 18 février : Louis Lachance, prêtre dominicain et historien canadien († 28 octobre 1963)
- 21 février : Bernard Griffin, cardinal anglais, archevêque de Westminster († 20 août 1956)
- 6 mars : René-Joseph Piérard, prélat français, évêque de Châlons-en-Champagne, précédemment évêque titulaire de Juliopolis (de) († 18 septembre 1994)
- 9 mars : Giuseppe Ferretto, cardinal italien de la Curie († 17 mars 1973)
- 18 mars : Martin Michael Johnson, prélat canadien, archevêque de Vancouver († 29 janvier 1975)
- 28 mars : Christoph Hackethal, prêtre allemand, résistant au nazisme, mort à Dachau († 25 août 1942)
- 12 avril : Édouard Froidure, prêtre, résistant et fondateur belge d’œuvres sociales († 10 septembre 1971)
- 29 avril : Gerard Philips, prêtre, enseignant, théologien et homme politique belge († 14 juillet 1972)
- 6 mai : René Graffin, prélat et missionnaire français, archevêque de Yaoundé, précédemment évêque titulaire de Mosynople (de) († 16 avril 1967)
- 11 mai : Bienheureuse Sára Salkaházi, religieuse, Juste parmi les nations et martyre hongroise († 27 décembre 1944)
- 2 juin : Bienheureux Jean-Baptiste Malo, prêtre, missionnaire au Laos et martyr français († 28 mars 1954)
- 8 juin : Jean Daligault, prêtre, artiste et résistant français mort à Dachau († 28 avril 1945)
- 14 juin : Bienheureux Vasile Aftenie, prélat gréco-catholique roumain, évêque auxiliaire de Făgăraş et Alba Iulia et évêque titulaire d'Ulpiana (de), martyr du communisme († 10 mai 1950)
- 26 juin : Giuseppe Carraro, prélat italien, évêque de Vérone, vénérable († 30 décembre 1980)
- 30 juin : František Tomášek, cardinal tchèque, archevêque de Prague († 4 août 1992)
- 3 juillet : Peter McKeefry, premier cardinal néo-zélandais, archevêque de Wellington († 18 novembre 1973)
- 26 juillet : Hermann Josef Wehrle, prêtre allemand, résistant au nazisme mort en prison († 14 septembre 1944)
- 6 septembre : Athanase Toutounji, prélat syrien, archevêque de l'archéparchie d'Alep, archevêque titulaire de Tarse des Grecs-melchites (de) († 20 février 1981)
- 4 octobre : Alfred Marie, prélat spiritain français, premier évêque de Cayenne († 8 novembre 1974)
- 18 octobre : Bienheureux Giovanni Fausti, prêtre jésuite, missionnaire en Albanie et martyr italien du communisme († 4 mars 1946)
- 20 octobre : Paul Pierre Pinier, prélat français, évêque de Constantine-Hippone († 9 avril 1992)
- 23 octobre : Bienheureux Pedro María Ramírez Ramos, prêtre et martyr colombien († 10 avril 1948)
- 29 octobre : André Combes, prêtre et historiographe français († 8 décembre 1969)
- 3 novembre : Alain-Marie du Noday, prélat et missionnaire français, évêque de Porto Nacional († 14 décembre 1985)
- 16 novembre : Leonardo Castellani, prêtre, écrivain, théologien et philosophe argentin († 15 mars 1981)
- 20 novembre : Bienheureuse Alice Kotowska, religieuse et martyre polonaise du nazisme († 11 novembre 1939)
- 21 novembre : François Basset, prêtre français, mort en déportation à Mauthausen († 24 novembre 1943)
- 27 novembre : Arturo Duque Villegas, prélat colombien, archevêque de Manizales († 26 juillet 1977)
- 15 décembre : Bienheureuse Eusebia Palomino Yenes, religieuse espagnole († 10 février 1935)

## Décès
- 3 janvier : Paul-Matthieu de La Foata, prélat français et écrivain de langue corse, évêque d'Ajaccio (° 6 avril 1817)
- 16 janvier : William Judge, prêtre jésuite américain, missionnaire en Alaska (° 28 avril 1850)
- 21 janvier : Américo Ferreira dos Santos Silva, cardinal portugais, évêque de Porto (° 16 janvier 1829)
- 17 février : Noël Gaussail, prélat français, évêque de Perpignan (° 24 décembre 1825)
- 9 mars : Eugenio Clari, prélat italien, diplomate du Saint-Siège (° 9 septembre 1836)
- 22 mars : Désiré Carnel, prêtre et peintre français (° 23 février 1823)
- 23 mars : Jean-Émile Fonteneau, prélat français, archevêque d'Albi (° 14 août 1825)
- 27 mars : James Duggan, prélat et missionnaire irlandais, évêque de Chicago (° 22 mai 1825)
- 3 avril : Étienne Pernet, prêtre français, fondateur des Petites Sœurs de l'Assomption, vénérable (° 23 juillet 1824)
- 15 avril : Agostino Bausa, cardinal dominicain italien, archevêque de Florence (° 25 février 1821)
- 6 mai : Philipp Krementz, cardinal allemand, archevêque de Cologne (° 1er décembre 1819)
- 21 mai : Paul Majunke, prêtre, publiciste et homme politique prussien (° 14 juillet 1842)
- 1er juin : Pierre-Paul Durieu, prélat et missionnaire français, premier évêque de New Westminster (° 3 décembre 1830)
- 8 juin : Bienheureuse Marie du Divin Cœur, religieuse allemande (° 8 septembre 1863)
- 16 juin : Guillaume-Marie-Romain Sourrieu, cardinal français, archevêque de Rouen (° 27 février 1825)
- 25 juin : Franziskus von Paula Schönborn, cardinal bohémien, archevêque de Prague (° 24 janvier 1844)
- 6 juillet : Trân Van Luc dit Père Six, prêtre et architecte vietnamien (° 1825)
- 11 juillet : Teodolfo Mertel, cardinal de la Curie et homme politique italien (° 9 février 1806)
- 10 août : Isidoro Verga, cardinal italien de la Curie (° 29 avril 1832)
- 11 août : Géraud-Marie Soubrier, prélat français, évêque d'Oran (° 13 janvier 1826)
- 29 août : Prosper-Marie Billère, prélat français, évêque de Tarbes (° 10 août 1817)
- 5 septembre : Jean-Baptiste Decrolière, prélat belge, évêque de Namur (° 3 avril 1839)
- 6 septembre : Jean-Baptiste Carnoy, prêtre, biologiste et enseignant belge (° 11 janvier 1836)
- 22 septembre : Jean-Benoît Chouzy, prélat et missionnaire français, préfet apostolique du Kouang-si (° 5 mars 1837)
- 26 septembre : Bienheureux Gaspard Stanggassinger, prêtre rédemptoriste allemand (° 12 janvier 1871)
- 10 octobre : Bienheureuse Marie-Angèle Truszkowska, religieuse et fondatrice polonaise (° 16 mai 1825)
- 17 octobre : Amand-Joseph Fava, prélat français, évêque de Grenoble (° 11 février 1826)
- 28 octobre : François-Louis Fleck, prélat français, évêque de Metz (° 8 février 1824)
- 3 novembre : Louis de Goësbriand, prélat et missionnaire français, premier évêque de Burlington (° 4 août 1816)
- 9 novembre : Bienheureux Marie del Carmen González Ramos, religieuse espagnole, fondatrice des Franciscaines des Sacrés Cœurs d'Antequera (° 30 juin 1834)
- 14 novembre : Szymon Marcin Kozłowski, prélat polonais de nationalité russe, archevêque de Moguilev (° 5 novembre 1819)
- 29 novembre : Guido Gezelle, prêtre et poète belge (° 1er mai 1830)
- 3 décembre : Georg Ratzinger, prêtre, théologien, journaliste et homme politique allemand (° 3 avril 1844)